# Sebastian Fritzsch

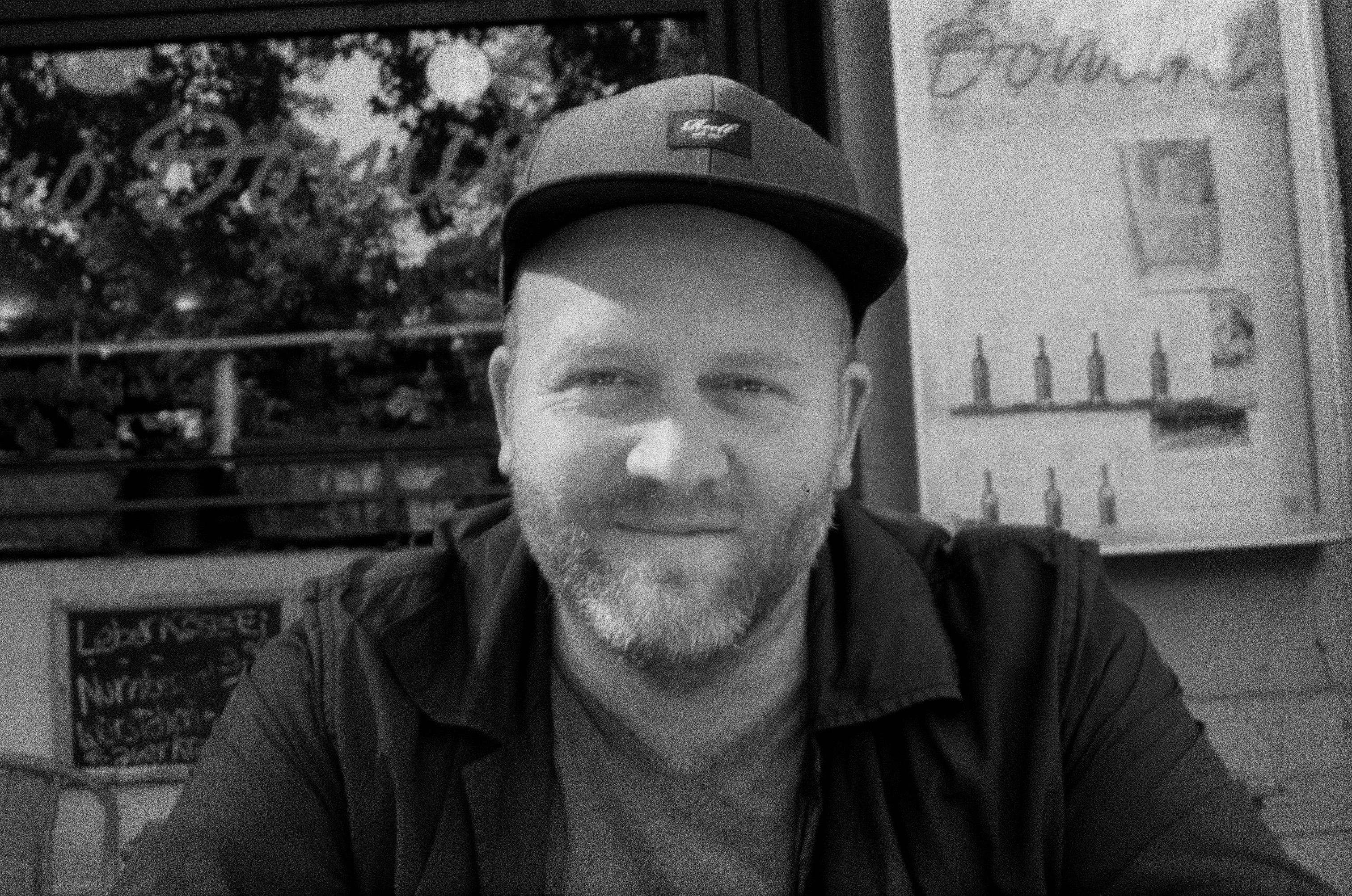
Sebastian Fritzsch (2019)

Sebastian Fritzsch (* 20. Mai 1977 in Köln) ist ein deutscher Fotograf, Filmregisseur, Drehbuchautor und bildender Künstler.

## Leben und Wirken
Sebastian Fritzsch studierte Kultur- und Theaterwissenschaften an der Humboldt-Universität Berlin, daneben absolvierte er einige Praktika beim Film. Außerdem entstanden erste eigene Kurzfilme. Im Jahr 2002 studierte er ein Semester Fotografie an der Hochschule für Grafik und Buchkunst Leipzig und ab 2003 an der Kunsthochschule für Medien Köln mit den Schwerpunkten Filmregie und Fotografie. In dieser Zeit realisierte er unter anderem 14 Kurzfilme und einige Fotoausstellungen. Sein Studium beendete er 2009 mit dem Kurzfilm Spuren und einer fotografischen Arbeit als Diplomarbeit.
2010 bezog Sebastian Fritzsch ein Atelier im Kunsthaus Essen und arbeitet seitdem parallel zu seinem filmischen und fotografischen Schaffen mit den Medien Malerei, Zeichnung, Collage und Bildhauerei. Er hat in verschiedenen Galerien und Ausstellungsräumen in Berlin und Nordrhein-Westfalen ausgestellt. Er lebt und arbeitet heute in Köln.

### Filme
Sebastian Fritzschs Kurzspielfilm Spuren war auf den 43. Internationalen Hofer Filmtagen 2009 zu sehen. Der Titel Spuren erscheint außerdem im Kurzfilmkatalog German Short Films 2010 des Bundesverbandes Deutscher Kurzfilm in einer Auswahl von 100 deutschen Kurzfilmen.
Davor war Sebastian Fritzsch unter anderem mit dem Dokumentarkurzfilm Ein Sack voll Salz sowie dem Kurzspielfilm Zusammen auf einigen renommierten deutschen Filmfestivals wie beispielsweise 2009 auf dem 25. Internationalem Kurzfilmfestival Hamburg oder 2007 beim Filmfestival Max-Ophüls-Preis vertreten.
2013 wurde Fritzschs Spielfilm Endzeit auf den Internationalen Filmfestspielen von Berlin in der Sektion Perspektive Deutsches Kino uraufgeführt. Der Film feierte im selben Jahr seine internationale Premiere beim südkoreanischen Busan International Film Festival, wo er in der Sektion World Cinema gezeigt wurde.
Knapp elf Jahre später folgte sein zweiter Spielfilm Der Wald in mir, der am 23. Januar 2024 beim Filmfestival Max Ophüls Preis im Wettbewerb Spielfilm seine Weltpremiere feierte.

### Bildende Kunst
Sebastian Fritzsch präsentierte seine Fotografien, Malereien, Grafiken, Collagen und Objekte auf verschiedenen Ausstellungen, u. a. Galerie Henseleit in Köln, Ausstellungsraum Loge in Essen, Galerie DD55, GOLD+BETON, Galerie Haus Schlangeneck. Im Jahr 2021 erschien sein Kunstbuch Kammer beim Distanz Verlag.

### Sonstiges
Sebastian Fritzsch ist zudem Mitbegründer und war Mitbetreiber des Essener Kunstraumes Loge. Seit 2009 wurden in dem monatlich wechselnden Programm die Arbeiten vorwiegend junger Künstler ausgestellt. Es wurden unter anderem Arbeiten des Intendanten des Schauspielhauses Bochum Elmar Goerden zusammen mit der bildenden Künstlerin Daniela Friebel ausgestellt. Von 2012 bis 2016 leitete er zudem das Ausstellungsprogramm Totale im Maschinenhaus Essen.

## Ausstellungen / Publikationen (Auswahl)

### Einzelausstellungen
- 2018: Kapitel III, 2. Februar bis 3. März 2018, D-Wohnung, Düsseldorf
- 2019: Kammer, 6. September bis 7. Oktober 2019, GOLD+BETON, Köln
- 2022: Echo, 29. Mai bis 23. Juli 2022, Galerie Haus Schlangeneck, Euskirchen

### Gruppenausstellungen
- 2010: There will never be problems again, 14. November 2010 bis 10. Januar 2011, Kunsthaus Essen
- 2010: Sense of Wonder, 11. bis 19. Dezember 2010, Dortmunder U
- 2012: Auf dem Boden der Tatsachen, 22. September bis 29. Oktober 2012, Kunsthaus Essen
- 2014: "Unter der Haut, 19. bis 21. September 2014, Sur la Montagne (SlaM), Berlin
- 2018: LODGERS #15, 7. Juli bis 2. September, Museum van Hedendaagse Kunst Antwerpen
- 2021: 75. Internationaler Bergischer Kunstpreis der National-Bank AG, 20. September bis 31. Oktober 2021, Kunstmuseum Solingen

### Publikationen
- 2021: Kammer. Distanz Verlag, Berlin 2021, ISBN 978-3-95476-379-5.

## Filmografie (Auswahl)
- 2007: Zusammen (Kurzfilm), (Regie, Drehbuch)
- 2007: Murat bleibt! (Kurzfilm), (Regie, Drehbuch)
- 2007: Ein Sack voll Salz (Kurzfilm), (Regie, Konzept)
- 2009: Spuren (Kurzfilm), (Regie, Drehbuch zusammen mit Jan Bredehöft und Theresa Pak)
- 2013: Endzeit (Spielfilm), (Regie, Produzent)[7]
- 2016: Marija (Spielfilm), (Darsteller)
- 2019: Sterne über uns (Spielfilm), (Darsteller)
- 2024: Der Wald in mir (Spielfilm), (Regie, Idee, Darsteller)

## Auszeichnungen und Nominierungen
- 2013: Internationale Filmfestspiele Berlin – Nominierung für den Preis DFJW Dialogue in der Kategorie Perspektive Deutsches Kino für Sebastian Fritzsch
- 2024: Filmfestival Max Ophüls Preis – Nominierung für den Max Ophüls Preis in der Kategorie Bester Spielfilm für Der Wald in mir